# Новоникольский сельсовет (Красноярский край)
Новоникольский сельсовет - сельское поселение в Большеулуйском районе Красноярского края.
Административный центр - деревня Новоникольск.

## Население
| 2010 | 2012 | 2013 | 2014 | 2015 | 2016 | 2017 |
| ---- | ---- | ---- | ---- | ---- | ---- | ---- |
| 316  | ↗327 | ↘313 | ↗319 | ↗321 | ↘307 | ↗312 |

## Состав сельского поселения
В состав сельского поселения входят 3 населённых пункта:
| № | Населённый пункт | Тип населённого пункта          | Население |
| - | ---------------- | ------------------------------- | --------- |
| 1 | Баженовка        | деревня                         | 52        |
| 2 | Новоникольск     | деревня, административный центр | 150       |
| 3 | Троицк           | деревня                         | 114       |

## Местное самоуправление
Новоникольский сельский Совет депутатов
Дата избрания14.03.2010. Срок полномочий: 5 лет. Количество депутатов: 7
Глава муниципального образования
- Гимранов Асхат Габдулхакович. Дата избрания: 14.03.2010. Срок полномочий: 5 лет